# Toulon Voiles de Légende 2007
Toulon Voiles de Légende 2007 fut un rassemblement de grands voiliers organisé dans la rade de Toulon, en mer Méditerranée durant la première édition de la Mediterranean Tall Ships Regatta 2007. C'est une des éditions de l'événement Toulon Voiles de Légende.

## Présentation
Le port de Toulon accueillit pour la première fois une étape de la Tall Ships' Races du 21 au 24 juillet 2007.
Cette course de grands voiliers démarra le 7 juillet de Barcelone (Espagne)  pour arriver le 31 juillet à Alicante (Espagne), avec une étape à Gênes (Italie) et l'autre à Toulon.
L'escale toulonnaise de cette course de grands voiliers a rencontré un grand succès : 38 voiliers présents, plus de 800 000 visiteurs[réf. nécessaire] sur 4 jours, village d'animations et d'expositions sur les quais.

## Bateaux présents en 2007
Classement des bateaux selon la STI (Sail Training International).

### Classe A
Voiliers à phares carrés et autres de plus de 40 mètres de longueur de coque.

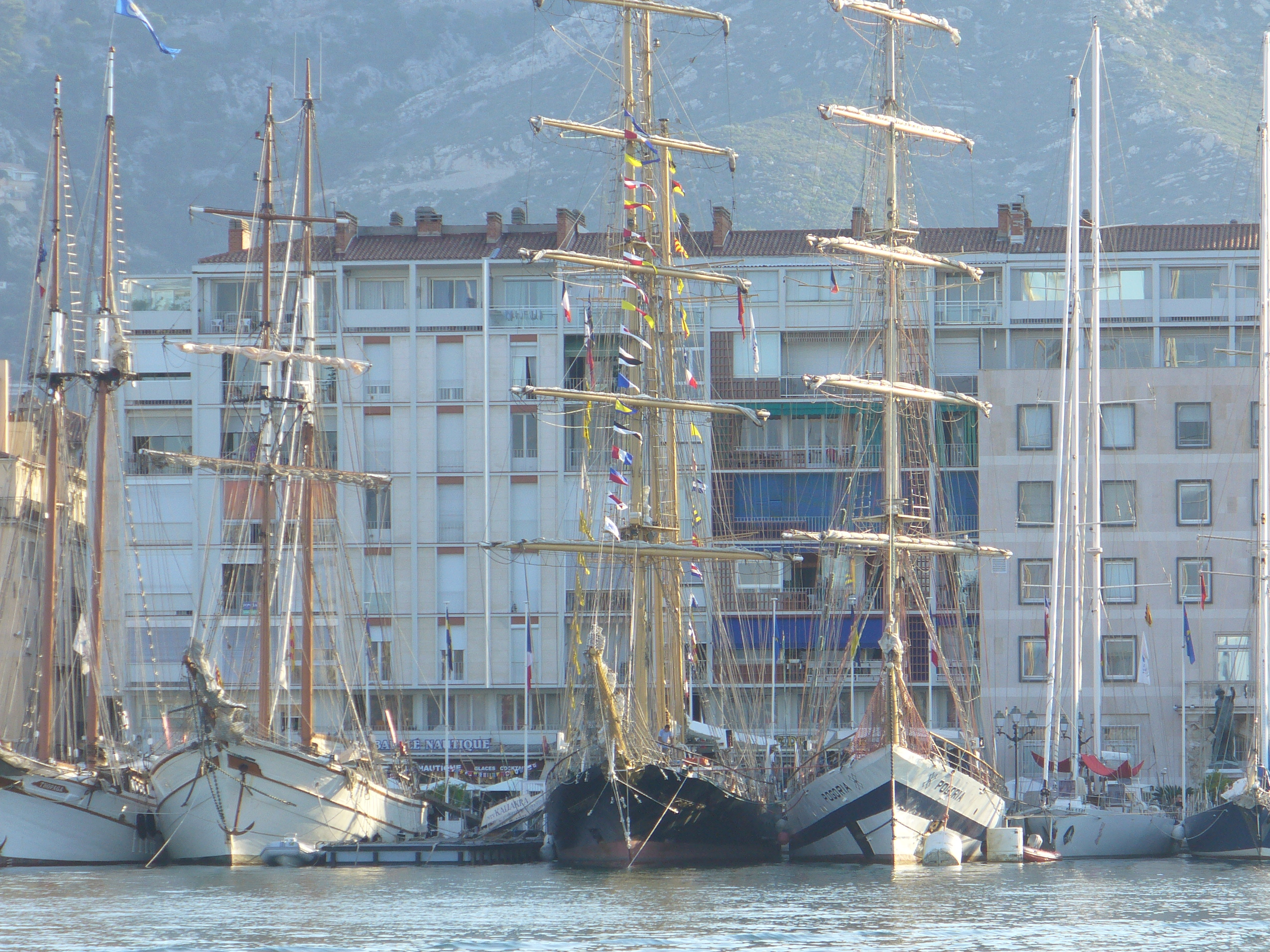
Toulon Voile de Légende 2007

- Amerigo Vespucci (1931), trois-mâts carré  Italie
- Cala Millor (1946), brick-goélette  Espagne
- Capitan Miranda (1930), Goélette à trois mâts  Uruguay
- Creoula (1937), Quatre-mâts goélette  Portugal
- Guayas (1976), Trois-mâts barque  Équateur
- Kaliakra (1984), trois-mâts goélette Bulgarie
- Libertad (1956), trois-mâts carré  Argentine
- Mircea (1938), trois-mâts barque  Roumanie
- Mir (1987), trois-mâts carré  Russie
- Nave Italia (1993), brick-goélette  Italie
- Palinuro (1934), trois-mâts goélette  Italie
- Pogoria (1980), trois-mâts goélette  Pologne
- Stad Amsterdam (2000), trois-mâts carré  Pays-Bas

### Classe B Voiliers à gréement traditionnel, moins de40 mètresde longueur de coque et plus de9,14 mètresdelongueur de flottaison.
- Aquarelle  France
- Anthea[2](1997), goélette  France

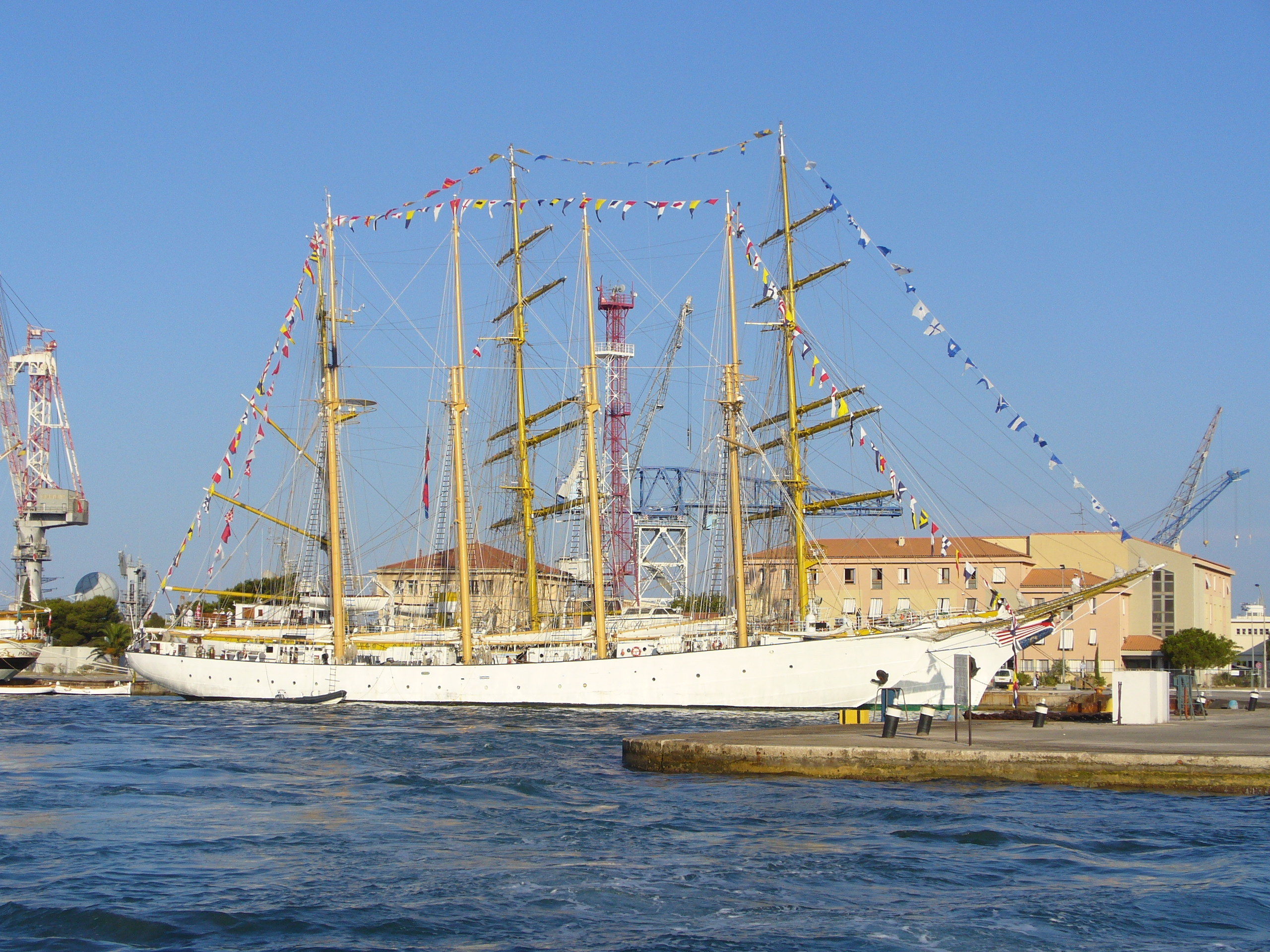
Toulon Voile de Légende 2007.

- Belle Poule (1932), Goélette paimpolaise  France
- Far Barcelona (1894), goélette  Espagne
- Isla Ebusitana[3](1856), goélette  Espagne
- Jolie Brise (1913), cotre  Royaume-Uni
- Pandora (1994), goélette  Italie
- Tho Pa Ga (1924), goélette   Espagne

### Classe C
Voiliers à gréement moderne sans spinnaker, idem Classe B.
- Europe[4] (1926), goélette  France #
- Fetia Ura[5] (1987), goélette  France
- Don du Vent (1943), ketch  France
- Idea Due[6] (1986), goélette Italie
- Laisse Dire[7] (2005), sloop  France
- Pamadica  Italie
- Sarie Marais of Plymouth (1993), sloop  Royaume-Uni
- Spirit of Viking (1987), goélette  France
- Summer Samba[8], goélette  France
- Viva  Lettonie
- Zenobe Gramme (1961), ketch  Belgique

1. Europe a été accidenté lors de la première course. Il a été heurté par un cabin cruiser qui lui a causé des dommages importants l’obligeant à se retirer de la compétition.

### Classe D
Voiliers à gréement moderne avec spinnaker, idem Classe B.
- Capricia (1963), yawl  Italie
- Étoile Horizon[9] (2001), sloop  France
- Giralda (1958), ketch  Espagne
- Stella Polare (1963), yawl  Italie
- Tartessos  Espagne
- Tirant Primer, goélette  Espagne
- Xsaar  Belgique

## Galerie Photos

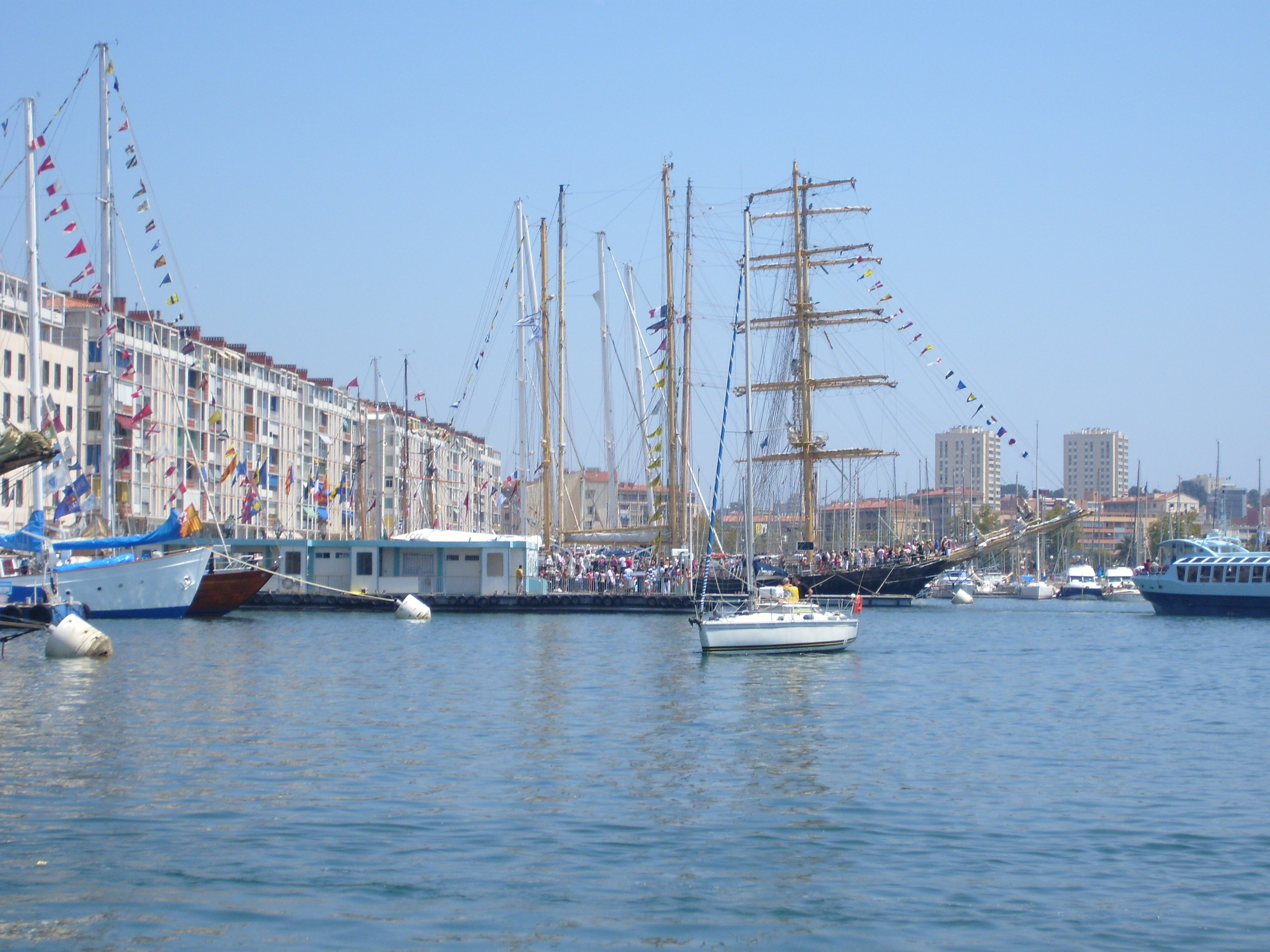
Toulon Voile de Légende 2007.

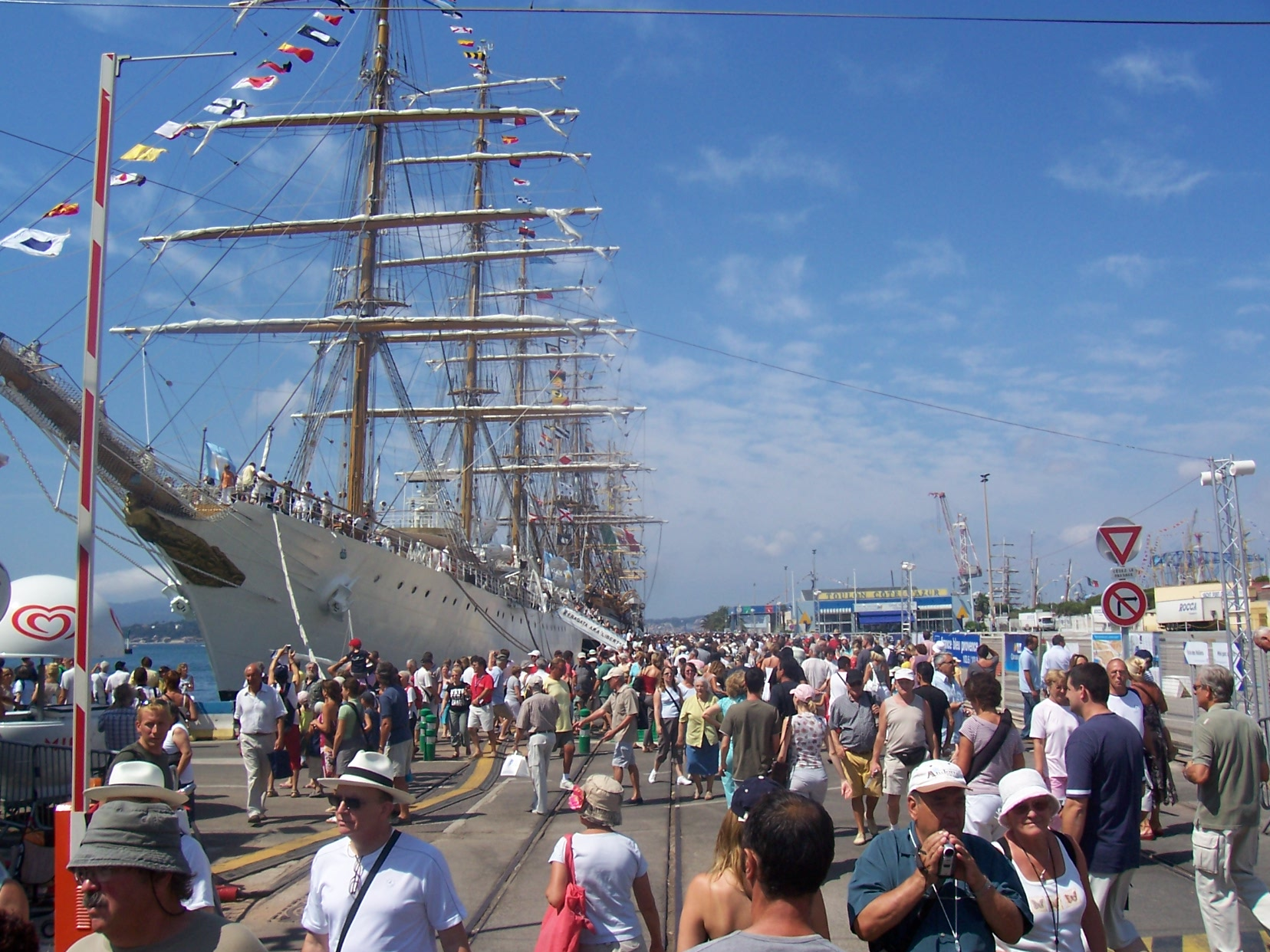
Toulon Voile de Légende 2007.